# Vera Isler-Leiner
Vera Isler-Leiner (* 28. Mai 1931 in Berlin; † 22. September 2015 in Basel) war eine Schweizer Photographin und experimentelle Künstlerin.

## Biografie
Vera Leiners polnischer Vater Heinz Leiner und ihre ungarische Mutter Louise Leiner-Reichmann schickten sie Ende März 1936 gemeinsam mit ihren beiden Schwestern zum Schutz vor den Nazis ins Kinderheim Sanitas in Teufen, Kanton Appenzell Ausserrhoden in der Schweiz, wie Vera Isler in der Autobiographie Auch ich … schildert. Der Vater wurde am 9. November 1938 nach Polen deportiert, die Mutter hielt sich zu jenem Zeitpunkt in Ungarn auf und reiste später zu ihrem Mann. Die Eltern kamen zwischen 1936 und 1938 noch einige Male zu Besuch, im Abstand von einem halben Jahr, aber stets getrennt. Nach der Ausweisung nach Polen kamen in die Schweiz nur noch Briefe und Päckchen, sie trugen bis 1942 den Absender Krakau, später Krosno. Der letzte Brief kam im Sommer 1942 aus Krosno, das allerletzte Päckchen 1940. Die Eltern wurden im August 1942 in Belzec ermordet.
Ihre Schulzeit verbrachte sie zwischen 1938 und 1949 in Teufen AR und Trogen AR, In der Folge begann ihre künstlerische Entwicklung.
1998 erkrankte Vera Isler-Leiner an Brustkrebs. Für die Folge der Mastektomie entwarf sie ihr eigenes Tattoo, The Blue Flowers. Vera Isler-Leiner hat zwei Töchter und war in zweiter Ehe verheiratet mit Literaturwissenschaftler und Journalisten Manuel Isler. Sie lebte in Bottmingen, Basel, Nizza und New York.

### Werk
Vera Isler-Leiner arbeitete in den 1950er-Jahren wissenschaftlich im Schweizerischen Nationalfonds. Daneben begann sie mit dem Schauspielern, Filmen, TV-Moderieren und kreierte Objekte in unterschiedlichen Materialien. Nach dieser Zeit des Ausprobierens begann ihre aktive, bildnerische Arbeit. In der Folge war sie auf verschiedenen Ausstellungen präsent. 1963/1968 entstanden textile Arbeiten, u. a. Traum-Zeiten, 1968/1978 widmete sie sich mit Reliefs und Objekten ihren Programmierungen, in der Zeit 1978/1984 entstanden Chromos-omen, die DNA-Story, Blei-Schriftbilder. Als Auftragsarbeiten fertigte sie u. a. eine textile Wandinstallation (Zürich), ein Betonrelief in einer städtischen Schwimmhalle (Basel) und ein Wandfresko in einer Sporthalle (Basel).
Während eines ersten längeren USA-Aufenthaltes in New York, Los Angeles, und San Francisco beschränkte sie sich 1980 auf den fotografischen Bereich. Dabei konzentrierte sie sich auf Gesichter. Sie bereiste Europa, Sibirien, Japan, China und Australien.
Ab 1981 bezogen sich ihre Aktivitäten auf Fotoreportagen über Kunst, Künstler und künstlerische Architektur. Ihre Arbeiten wurden in Magazinen und Zeitschriften publiziert und es entstanden verschiedene Fotobücher mit Schwerpunkt Porträtaufnahmen. Im Mittelpunkt ihres Schaffens stand stets der Mensch. 1986 erregte das Fotobuch Schaut uns an mit Porträts von über 80-jährigen Aufsehen und Provokation. Anfang der 1990er-Jahre lernte sie das Werk von Heinz Günter Mebusch kennen, das in ihren Werkgruppen Face to Face und Kunsttäter bis in die Gegenwart auch eine eigenständige Fortsetzung fand.
Seit 2000 entstanden künstlerische Video-Filme und Video-Stills. Vera Isler-Leiner nahm an Talkshows teil, gab Interviews im Radio und Fernsehen und hielt Lesungen aus ihrem Buch Auch Ich.
Der Nachlass von Vera Isler-Leiner wird von der gemeinnützigen ART-Nachlassstiftung betreut.

## Ausstellungen
- Textile Arbeiten
  - Hamburger Künstlerklub Die Insel, Hamburg, 1968
  - Kunstamt Tiergarten von Berlin, Berlin, 1969
- Fotoarbeiten. Theater am Turm, Frankfurt, AJZ
  - Kunst der Verweigerung, 1982, Historisches Archiv Köln
  - Rollenwechsel, 1992, Musée de l’Elysée, Lausanne
  - Rollenwechsel, 1993, Museum der Kulturen, Basel
  - Peking/Hongkong Installation, 1996, Ständige Sammlung Kunstmuseum Winterthur
  - Face to Face II, Museum der Moderne Rupertinum, 2011, Salzburg
  - Face to Face II, Museum Tinguely, Basel, 2012

## Veröffentlichungen
- 1982: Bildband Kunst der Verweigerung, AJZ-Autonome Jugendzentren
- 1986: Bildband Schaut uns an. (Porträts von Menschen über 80.)
- 1987: Bildband Mäss auf dem Petersplatz
- 1988: Bildband Spitzen-Plätze (Porträts der Schweizer Elite)
- 1992: Bildband Rollenwechsel. Fotografenporträts. ISBN 978-3-7245-0770-3.
- 1992: Bildband Face to Face. Künstlerporträts
- 1995: Bildband Mario Botta, Bank am Aeschenplatz Basel.
- 2000: Auch ich …. Autobiographie. ISBN 3-89793-021-8.
- 2011: Bildband Face to Face II. Künstlerporträts